# Donald B. Easum

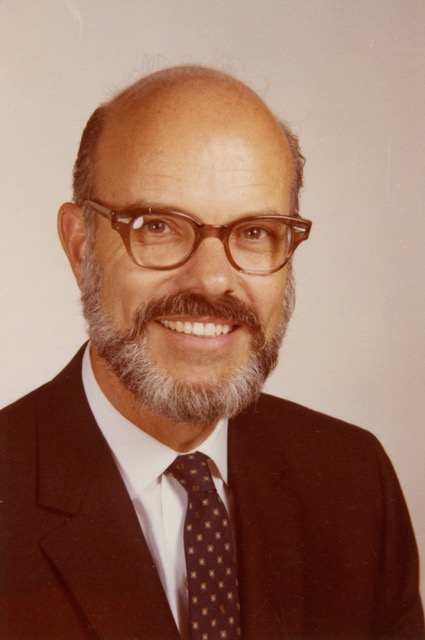
Donald B. Easum (2021)

Donald Boyd Easum (* 27. August 1923 in Culver, Indiana; † 16. April 2016 in Summit, New Jersey) war ein US-amerikanischer Diplomat, der unter anderem von 1971 bis 1974 Botschafter in Obervolta, zwischen 1974 und 1975 Assistant Secretary of State for African Affairs sowie zuletzt von 1975 bis 1979 Botschafter in Nigeria war.

## Leben

### Studium und Militärdienst im Zweiten Weltkrieg
Easum wuchs in Madison auf, wo sein Vater Chester Easum als Professor und Leiter der Geschichtswissenschaftlichen Abteilung an der University of Wisconsin–Madison sowie seine Mutter als Kirchenorganistin tätig war. Nachdem er 1942 die renommierte Hotchkiss School in Lakeville mit Auszeichnung abgeschlossen hatte, trat er in die US Air Force ein und nahm in der Folgezeit am Pazifikkrieg teil. Dort diente er als Funker in Flugkontrolleinheiten sowie der Flugsicherung und nahm zuletzt im Februar und März 1945 an der Schlacht um Iwojima teil.
Nach Beendigung des Militärdienstes begann Easum 1946 ein Geschichtsstudium an der University of Wisconsin–Madison, das er bereits 1947 mit einem Bachelor of Arts (B.A. History) abschloss. Während seines Studiums gehörte er zur Tennismannschaft und spielte sowohl in der Band als auch im Orchester der Universität. Daneben war Mitglied der Honor Societies Phi Kappa Phi und Phi Beta Kappa und erhielt unter anderem für seine studentischen Leistungen den Kenneth Sterling Day-Preis der University of Wisconsin verliehen. Im Anschluss war er zunächst Lehrer an der nach John Burroughs benannten John Burroughs School in St. Louis und Lokalreporter für The New York Times. Daneben absolvierte er ein postgraduales Studium im Fach Public Affairs an der Woodrow Wilson School of Public and International Affairs der Princeton University, das er 1950 mit einem Master in Public Affairs (M.P.A.) beendete. Danach folgte mit Unterstützung durch ein Fulbright-Stipendium ein Studienaufenthalt an der Universität London sowie durch Förderung der Doherty Foundation und der Penfield Fellowship ein Gaststudium an der Universidad de Buenos Aires. Nach seiner Rückkehr erwarb er 1953 einen Doctor of Philosophy (Ph.D.) im Fach Internationale Politik an der Princeton University.

### Beginn der diplomatischen Laufbahn, Botschafter undAssistant Secretary of State
Im Anschluss trat Easum 1953 in den diplomatischen Dienst des US-Außenministeriums und absolvierte die Ausbildung am Foreign Service Institute. Aufgrund der antikommunistischen Stimmung der McCarthy-Ära folgte eine fast einjährige Überprüfung zur Ausräumung von Sicherheitsbedenken, ehe er erstmals Verwendung in einer Auslandsvertretung fand. In der Folgezeit war er an den Auslandsvertretungen in Nicaragua sowie Indonesien und wurde für seine dortigen Verdienste mit dem Meritorious Service Award des Außenministeriums geehrt. Später war er an den Vertretungen in Senegal, Gambia, Guinea-Bissau sowie Niger tätig und erwarb sich dadurch den Ruf als Fachmann für Afrika. Zwischenzeitlich war er als Exekutivsekretär der Behörde für Entwicklungszusammenarbeit USAID (US Agency for International Development) und als Stabsdirektor der interministeriellen Arbeitsgruppe für Lateinamerika des Nationalen Sicherheitsrates NSC (US National Security Council) tätig.
Am 8. Dezember 1971 übernahm er schließlich seinen ersten Botschafterposten, als er die Nachfolge von William E. Schaufele, Jr. als Botschafter in Obervolta antrat. Für seine Verdienste wurde zum Kommandeur des Ordre National von Obervolta verliehen. Auf diesem Posten verblieb er bis zum 19. Januar 1974. Nach seiner Rückkehr in die USA wurde er am 18. März 1974 Nachfolger von David D. Newsom als Assistant Secretary of State for African Affairs und damit als Leiter des Referats für Afrika (Bureau of African Affairs) im Außenministerium. Diese Funktion bekleidete er bis zum 26. März 1975, ehe am 2. April 1975 der bisherige Director General of the Foreign Service Nathaniel Davis die Nachfolge antrat. Grund für die Abberufung von diesem Posten nach nur knapp einem Jahr waren mutmaßlich Meinungsverschiedenheit zur Afrikapolitik von Außenminister Henry Kissinger. Während seiner Amtszeit als Assistant Secretary of State setzte er sich für die Beendigung größerer Konflikte in Südafrika sowie die Verbesserung der US-Beziehungen zu Afrika ein und befasste sich ferner mit der Dekolonisierung weiterer Staaten Afrikas wie in Angola und Mosambik.
Easum selbst trat daraufhin am 22. Mai 1975 die Nachfolge von John Reinhardt als Botschafter in Nigeria an. Zum Ende seiner dortigen Amtszeit trug er dazu bei, dass General Olusegun Obasanjo das Demokratisierungsprogramm seines Vorgängers fortsetzte und am 1. Oktober 1979 die Regierungsgewalt an den zivil gewählten Präsidenten Shehu Shagari übergab. Zugleich betreute er die Besuchsreisen von US-Präsident Jimmy Carter und von Andrew Young, dem damaligen Ständigen Vertreter der USA bei den Vereinten Nationen. Des Weiteren organisierte er auch Sportveranstaltungen, um die Beziehungen zu stärken wie zum Beispiel ein Tennisturnier in Westafrika an dem bekannte Spieler wie Arthur Ashe und Stan Smith teilnahmen. Er bekleidete den Posten als Botschafter in Nigeria bis zum 15. Oktober 1979. 1980 trat er in den Ruhestand mit dem Titel Career Minister, nach dem Career Ambassador der zweithöchste Rang des diplomatischen Dienstes (US Foreign Service).

### Ruhestand, sonstiges Engagement und Familie
Nach seinem Eintritt in den Ruhestand wurde Easum 1980 Präsident des 1953 von Horace Mann Bond und William Leo Hansberry gegründeten in New York City ansässigen Africa-America Institute Au und bekleidete diese Funktion bis 1988. In der Folgezeit war er daneben auch als Dozent für internationale Beziehungen, globales Verständnis und Menschenrechte tätig. 1991 entwickelte er als Dozent ein Seminar für Außenpolitik an der Woodrow Wilson School of Public and International Affairs der Princeton University und führte mit seinen Studenten einen zweiwöchigen Aufenthalt nach Südafrika zu Studien für eine Verfassung nach dem Ende der Apartheid durch. Bei diesem Aufenthalt kam es auch zu einem Zusammentreffen mit Nelson Mandela.
Darüber hinaus engagierte sich Easum von 1990 und 1995 als Vizepräsident sowie Leitender Programmberater der River Blindness Foundation und organisierte zusammen mit der Regierung Nigerias Programme und Maßnahmen zur Bekämpfung der Flussblindheit (Onchozerkose), von der allein in Nigeria 12 Millionen Menschen bedroht waren. Später war er von 1999 bis 2004 Senior Fellow am Stimson Seminar der Yale University und war für das National Democratic Institute for International Affairs (NDI) im April 2003 Beobachter bei den Präsidentschaftswahlen in Nigeria, aus denen der amtierende Präsident Olusegun Obasanjo als Sieger hervorging. Ferner gehörte er als Mitglied den Aufsichtsräten zahlreicher Institutionen an wie zum Beispiel von Worldspace, der Rothko Chapel in Houston, der American School of Tangier sowie der Volunteers in Technical Assistance (VITA), aber auch Vizepräsident von Global Business Access. Des Weiteren engagierte er sich für den Corporate Council on Africa (CCA), die Association for Diplomatic Studies and Training (ADST), die American Foreign Service Association(AFSA), den Council on Foreign Relations (CFR), die Diplomats and Military Commanders for Change (DMCC) sowie die American Academy of Diplomacy.
Easum war verheiratet mit Augusta Pentecost Easum, die als Konsularbeamtin und Sekretärin an der Botschaft im Kaiserreich Abessinien und Spanien beschäftigt und 1992 verstorben war. Aus dieser Ehe gingen die Söhne Jefferson Easum, David Easum und John Easum sowie die Tochter Susan Easum Greaney hervor.

## Veröffentlichung
- Review of State Department trip through southern and central Africa. Hearing before the Subcommittee on Africa of the Committee on Foreign Affairs, House of Representatives, Ninety-third Congress, second session, December 12, 1974, 1975